# Шаранови
Шарановите (Cyprinidae) са семейство костни риби (Osteichthyes). Това е най-голямото семейство сладководни риби, представено от над 2100 вида, обединени в около 220 рода. Видовете от семейството са разпространени по целия свят с изключение на Мадагаскар, Австралия, Нова Зеландия и Южна Америка (където обаче впоследствие са интродуцирани). Имат изключително разнообразна форма на тялото и обитават най-различни типове хабитати.

## Класификация
Семейство Шаранови
- Подсемейство Acheilognathinae
  - Род Acanthorhodeus
  - Род Acheilognathus
  - Род Rhodeus
  - Род Tanakia
- Подсемейство Barbinae (включва Schizothoracinae, понякога Cyprininae)
  - Род Barbus
  - Род Capoeta
  - Род Diptychus
  - Род Labeobarbus
  - Род Luciobarbus
  - Род Pseudobarbus
  - Род Puntius
  - Род Schizothorax
  - Род Sinocyclocheilus
- Подсемейство Cultrinae
  - Род Chanodichthys
  - Род Culter
  - Род Erythroculter
  - Род Hemiculter
  - Род Ischikauia
  - Род Megalobrama
  - Род Parabramis
  - Род Sinibrama
- Подсемейство Cyprininae
  - Род Aulopyge
  - Род Barbodes
  - Род Barbonymus
  - Род Carassius - Каракуди
  - Род Cirrhinus
  - Род Cyprinus - Шарани
  - Род Kosswigobarbus
  - Род Osteobrama
  - Род Probarbus
  - Род Salmostoma
  - Род Sawbwa
- Подсемейство Danioninae
  - Род Celestichthys (спорен)
  - Род Chela
  - Род Danio
  - Род Danionella
  - Род Devario
  - Род Esomus
  - Род Inlecypris
  - Род Microrasbora (парафилетичен)
  - Род Paedocypris
  - Род Parachela
  - Род Sundadanio
- Подсемейство Gobioninae
  - Род Abbottina
  - Род Biwia
  - Род Coreius
  - Род Gnathopogon
  - Род Gobio
  - Род Gobiobotia
  - Род Hemibarbus
  - Род Microphysogobio
  - Род Pseudogobio
  - Род Pseudorasbora
  - Род Pungtungia
  - Род Rhinogobio
  - Род Romanogobio
  - Род Sarcocheilichthys
  - Род Saurogobio
  - Род Squalidus
  - Род Xenophysogobio
- Подсемейство Hypophthalmichthyinae
  - Род Aristichthys
  - Род Hypophthalmichthys
- Подсемейство Labeoninae (включва Garrinae; Cyprininae?)
- Подсемейство Leuciscinae
  - Род Aaptosyax
  - Род Abramis
  - Род Achondrostoma
  - Род Acrocheilus
  - Род Agosia
  - Род Alburnoides
  - Род Alburnus
  - Род Algansea
  - Род Anaecypris
  - Род Aspius
  - Род Aztecula
  - Род Blicca
  - Род Campostoma
  - Род Chalcalburnus
  - Род Chondrostoma
  - Род Clinostomus
  - Род Coreoleuciscus
  - Род Couesius
  - Род Cyprinella
  - Род Dionda
  - Род Distoechodon
  - Род Elopichthys
  - Род Eremichthys
  - Род Ericymba
  - Род Erimonax
  - Род Erimystax
  - Род Eupallasella
  - Род Evarra
  - Род Exoglossum
  - Род Gila
  - Род Hemitremia
  - Род Hesperoleucus
  - Род Hybognathus
  - Род Hybopsis
  - Род Iberochondrostoma Robalo, Almada, Levy & Doadrio, 2007
  - Род Iotichthys
  - Род Ladigesocypris
  - Род Lavinia
  - Род Lepidomeda
  - Род Leucaspius
  - Род Leuciscus
  - Род Luciobrama
  - Род Luciocyprinus
  - Род Luxilus
  - Род Lythrurus
  - Род Macrhybopsis – blacktail chubs
  - Род Margariscus – Pearl Dace
  - Род Meda – Spikedace
  - Род Moapa – Moapa Dace
  - Род Mylocheilus – peamouths
  - Род Mylopharodon – hardheads
  - Род Nocomis – hornyhead chubs
  - Род Notemigonus – Golden Shiner
  - Род Notropis – eastern shiners
  - Род Ochetobius (tentatively placed here)
  - Род Opsopoeodus – pugnose minnows
  - Род Oregonichthys – Oregon chubs
  - Род Oreoleuciscus
  - Род Orthodon – Sacramento Blackfish
  - Род Parachondrostoma Robalo, Almada, Levy & Doadrio, 2007
  - Род Pararhinichthys – Cheat Minnow
  - Род Pelecus
  - Род Petroleuciscus – Ponto-Caspian chubs and daces
  - Род Phenacobius – suckermouth minnows
  - Род Phoxinellus
  - Род Phoxinus – Eurasian minnows and redbelly daces (including Rhynchocypris)
  - Род Pimephales – bluntnose minnows
  - Род Plagopterus – Woundfin
  - Род Platygobio – flathead chubs
  - Род Pogonichthys – splittails
  - Род Protochondrostoma Robalo, Almada, Levy & Doadrio, 2007
  - Род Pseudochondrostoma Robalo, Almada, Levy & Doadrio, 2007
  - Род Pseudophoxinus
  - Род Pteronotropis – flagfin shiners
  - Род Ptychocheilus – pikeminnows
  - Род Relictus – Relict Dace
  - Род Rhinichthys – riffle daces (including Tiaroga)
  - Род Richardsonius – redside shiners
  - Род Rutilus – roaches
  - Род Scardinius – rudds
  - Род Semotilus – creek chubs
  - Род Snyderichthys – Leatherside Chub
  - Род Squalius – European chubs
  - Род Telestes
  - Род Tribolodon
  - Род Tropidophoxinellus
  - Род Vimba
  - Род Yuriria
- Подсемейство Psilorhynchinae
  - Род Psilorhynchus (including Psilorhynchoides)
- Подсемейство Rasborinae
  - Род Amblypharyngodon
  - Род Aphyocypris
  - Род Barilius
  - Род Boraras
  - Род Candidia
  - Род Opsariichthys
  - Род Oxygaster
  - Род Raiamas
  - Род Rasbora
  - Род Tanichthys
  - Род Trigonostigma
  - Род ZaccoZacco
- Подсемейство Squaliobarbinae
  - Род Ctenopharyngodon – Grass Carp
  - Род Mylopharyngodon
  - Род Squaliobarbus
- Подсемейство Tincinae incertae sedis
  - Род Acanthalburnus
  - Род Acanthobrama
  - Род Acrossocheilus
  - Род Araiocypris
  - Род Catlocarpio
  - Род Chagunius
  - Род Cyclocheilichthys
  - Род Cyprinion
  - Род Gibelion
  - Род Gobiocypris
  - Род Gymnocypris
  - Род Gymnodiptychus Herzenstein, 1892
  - Род Hampala
  - Род Hemigrammocypris (close to Aphyocypris?)
  - Род Iberocypris
  - Род Mystacoleucus
  - Род Oreinus
  - Род Naziritor (sometimes in Tor)
  - Род Neolissochilus (sometimes in Tor)
  - Род Pachychilon
  - Род Paracheilognathus
  - Род Parasikukia
  - Род Phreatichthys
  - Род Poropuntius
  - Род Pseudobrama
  - Род Pseudolaubuca
  - Род Rohtee
  - Род Semiplotus
  - Род Sikukia
  - Род Spinibarbichthys
  - Род Spinibarbus
  - Род Telestes
  - Род Tor
  - Род Varicorhinus
  - Род Xenocyprioides
  - Род Xenocypris (Cultrinae?)
  - Род Yaoshanicus (close to Aphyocypris?)